# Iso (scheikunde)
Iso- is een voorvoegsel bij namen in de organische chemie dat gebruikt werd toen het nog moeilijk was de structuur, de manier waarop atomen in een molecuul aan elkaar gekoppeld waren, te bepalen. Het totale aantal atomen van de elementen was wel vast te stellen.
Twee stoffen met dezelfde brutoformule, maar toch duidelijke andere eigenschappen waren met dit voorvoegsel bij de naam te onderscheiden.
Zo was de verbinding butaan (C4H10) al een tijd bekend en beschreven toen een tweede stof met deze formule gevonden werd. Dit was dus een isomeer van butaan. De aanduiding "isomeer van butaan" leidde snel tot de naam isobutaan. Tegenwoordig is de IUPAC-naam voor deze verbinding "methylpropaan"